# 隱雪
隱雪又稱隱雪飲料、隱雪飲料食品有限公司、广东隐雪集团，是中華人民共和國廣東省佛山市三水區一家飲料企業，該企業由邱敬華創辦於2001年。

## 外部連結
- 官方网站